# Beat Hazard
Beat Hazard est un jeu vidéo de shoot them up et de rythme indépendant développé et édité par Cold Beam Games.
La version PC de base est sortie le 15 avril 2010, la version Mac le 18 octobre 2011, la version iOS le 9 février 2012, la version Android le 14 novembre 2012 et la version Linux le 19 février 2013.
Il a pour suite Beat Hazard 2.

## Système de jeu
Dans Beat Hazard, le joueur dirige un vaisseau combattant des objets tels que des planètes, des fusées, ou encore des avions ennemis. La particularité du jeu se situe au niveau du gameplay, en effet, celui-ci repose uniquement sur les musiques que le joueur importe (ou celles disponibles de base). Le jeu traduit les fréquences d'une piste audio en cadence de tir, et en apparition d’ennemis et de boss, lui offrant une grande rejouabilité.
Un système de points est aussi mis en place et varie en fonction du nombre d'ennemi tués et du temps tenu selon le mode choisi (classique ou survie)
Il existe aussi un système de classement mondial en ligne dans différentes catégories (score obtenu sur une piste durant plus ou moins longtemps…).
Les effets stroboscopiques sont très fréquents dans le jeu et peuvent provoquer des crises d'épilepsie.

## ExtensionUltra
Le 16 juin 2011 sort l'extension Ultra ajoutant:
- Micro missiles, bouclier réfléchissant et faisceau ultra avec leurs bonus associés
- Jeu en ligne, en coopération ou en un contre un
- Nouveaux boss et ennemis
- Nouveau système d'aptitudes
- Mode Ruée de Boss
- Nouveaux succès et classements
- Une heure et demie de musique indépendantes
- Possibilité d'augmenter les effets visuels à 200%